# Тривожна кімната (фільм)
Тривожна кімната (англ. Panic Room)  — трилер 2002 року.

## Сюжет
Мег Альтман, яка щойно розлучилася з чоловіком, купує будинок у Вест-Сайді й переїздить туди разом з дочкою Сарою. Колишній власник будинку створив спеціальну кімнату-бункер, де можна було б сховатися від грабіжників. Ця кімната стає єдиним шансом на порятунок Мег і Сари під час нападу трьох злочинців — Джуніора, Бернема та Рауля.

## У ролях
| Актор                      | Роль            |
| -------------------------- | --------------- |
| Джоді Фостер               | Мег Альтман     |
| Крістен Стюарт             | Сара Альтман    |
| Форест Вітакер             | Бернхем         |
| Джаред Лето                | Джуніор         |
| Двайт Йоакам               | Рауль           |
| Патрік Бошо                | Стівен Альтман  |
| Ендрю Кевін Вокер          | сонний сусід    |
| Ніколь Кідман (лише голос) | дівчина Стівена |